# Cirolana rugicauda
Cirolana rugicauda är en kräftdjursart som beskrevs av Heller 1861. Cirolana rugicauda ingår i släktet Cirolana och familjen Cirolanidae. Inga underarter finns listade i Catalogue of Life.